# Otites erythrocephala
Otites erythrocephala är en tvåvingeart som först beskrevs av Friedrich Georg Hendel 1911.  Otites erythrocephala ingår i släktet Otites och familjen fläckflugor.
Artens utbredningsområde är Kalifornien. Inga underarter finns listade i Catalogue of Life.